# بول موسيه
بول موسيه (بالفرنسية: Paul Mousset)‏ ولد في 3 أبريل 1907 بسان أموند مونتروند، وهو صحفي وكاتب فرنسي. توفي عام 1981.